# Mezzema
Mèzzema è una frazione di 57 abitanti del comune di Deiva Marina, nella riviera spezzina, in provincia della Spezia. Distante circa 4 km dal capoluogo comunale, è ubicata a 199 metri sul livello del mare.

## Storia
Il paese di Mezzema, secondo alcune fonti, fu fondato tra l'epoca carolingia e longobarda tanto che la zona è citata per la prima volta in un diploma imperiale di Carlo Magno, datato al 5 giugno 774. Così come gli attuali borghi collinari del comune, fu alle dipendenze feudali dei locali signori di Passano, soggezione che perdurò anche con il benestare della Repubblica di Genova dal XII secolo.
Con la dominazione genovese il territorio, diviso in due blocchi distinti, fu sottoposto alle giurisdizioni della podesteria di Moneglia (Mezzema e Deiva) e di Framura (Passano e Piazza); dal 1680 tutta la zona passò sotto il controllo della podesteria monegliese nel capitaneato di Levanto.
Nel 1797, con la dominazione francese di Napoleone Bonaparte, rientrerà dal 2 dicembre nel Dipartimento del Vara, con capoluogo Levanto, all'interno della Repubblica Ligure annessa al Primo Impero francese. Dal 28 aprile del 1798 con i nuovi ordinamenti francesi, rientrerà nel VII Cantone, con capoluogo Deiva, della Giurisdizione di Mesco e dal 1803 centro principale del V Cantone del Mesco nella Giurisdizione del Golfo di Venere. Dal 13 giugno 1805 al 1814 verrà inserito nel Dipartimento degli Appennini. Oramai unito, come frazione, a Deiva ne seguirà le sorti dell'epoca contemporanea.

## Monumenti e luoghi d'interesse

### Architetture religiose
La locale chiesa parrocchiale, dedicata a san Michele Arcangelo, è anch'essa citata nel diploma di Carlo Magno del 774, ma secondo alcune ricerche storiche la sua fondazione potrebbe essere ben più antica, intorno al VII o VIII secolo.
La chiesa conserva al suo interno una statua di San Michele Arcangelo dello scultore Anton Maria Maragliano e un dipinto, datato al XVII secolo, restaurato con la collaborazione tra la Sovrintendenza dei Beni Artistici e Storici della Liguria e l'Accademia ligustica di belle arti di Genova e riposto nella sua collocazione il 1º ottobre 2011.

## Cultura

### Eventi
- Festa patronale di san Michele Arcangelo il 29 settembre.
- Festa di san Bernardo abate il 20 agosto.

## Galleria d'immagini

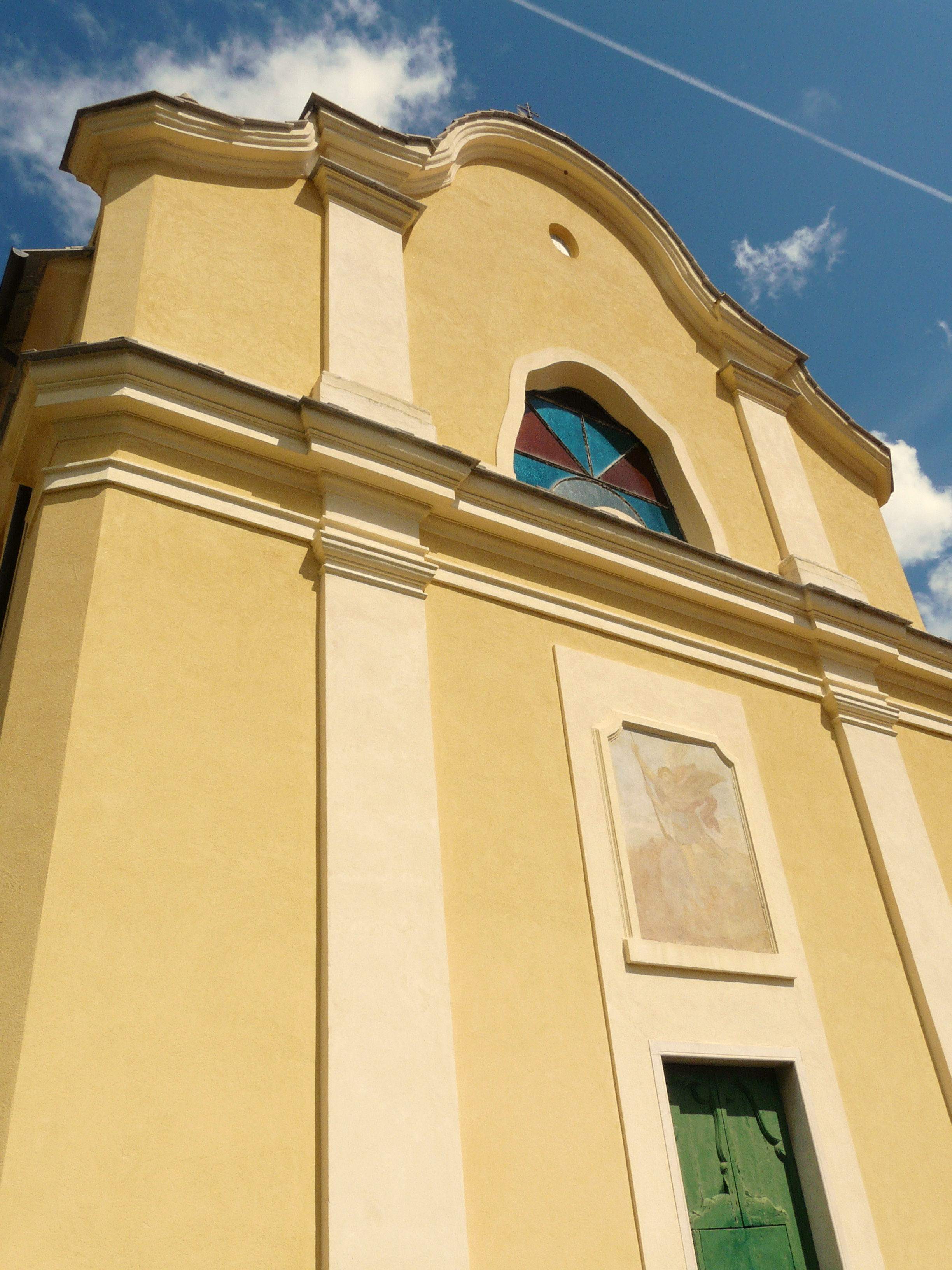
La parrocchiale di San Michele Arcangelo
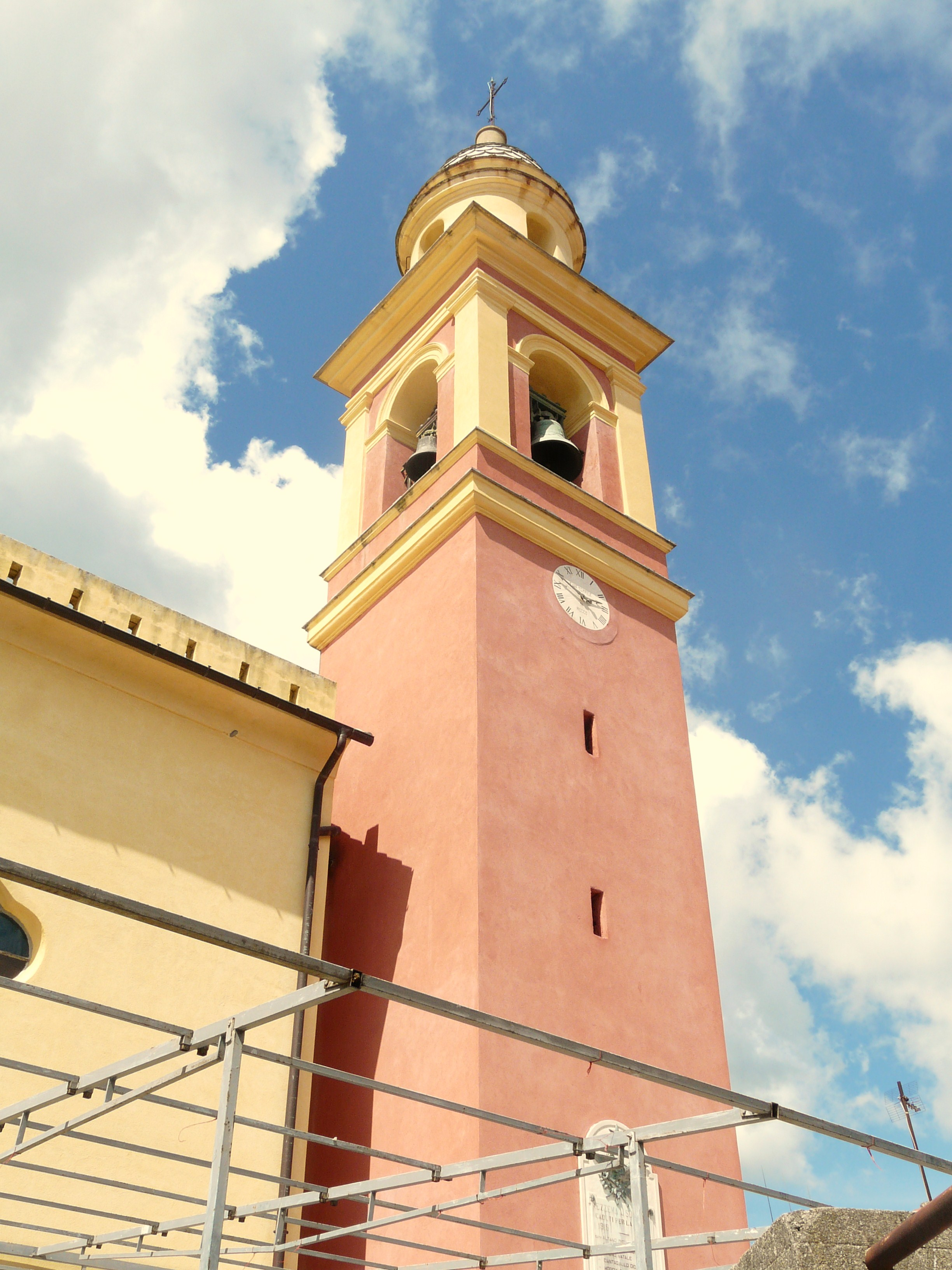
Il campanile della parrocchiale